# Sigurd Hoel
Sigurd Hoel (14. december 1890 i Sagstua, Nord-Odal, Norge – 14. oktober 1960 i Oslo) var en norsk forfatter og forlagsredaktør.
Ved siden af Tarjei Vesaas og Aksel Sandemose var Sigurd Hoel sin generations betydeligste norske forfatter af romaner og noveller.
Som redaktør på Gyldendal Norsk Forlag var han bl.a. med til at udgive Ernest Hemingway, F. Scott Fitzgerald og Franz Kafka, før de var blevet verdensberømte.

### Posthumt arbejde
- Ettertanker, Gyldendal, 1980. Efterladte essays og artikler, udgivet af Leif Longum.
- Litterære essays, Dreyer, 1990. Udgivet af Helge Nordahl.